# St. Kunibert (Blatzheim)

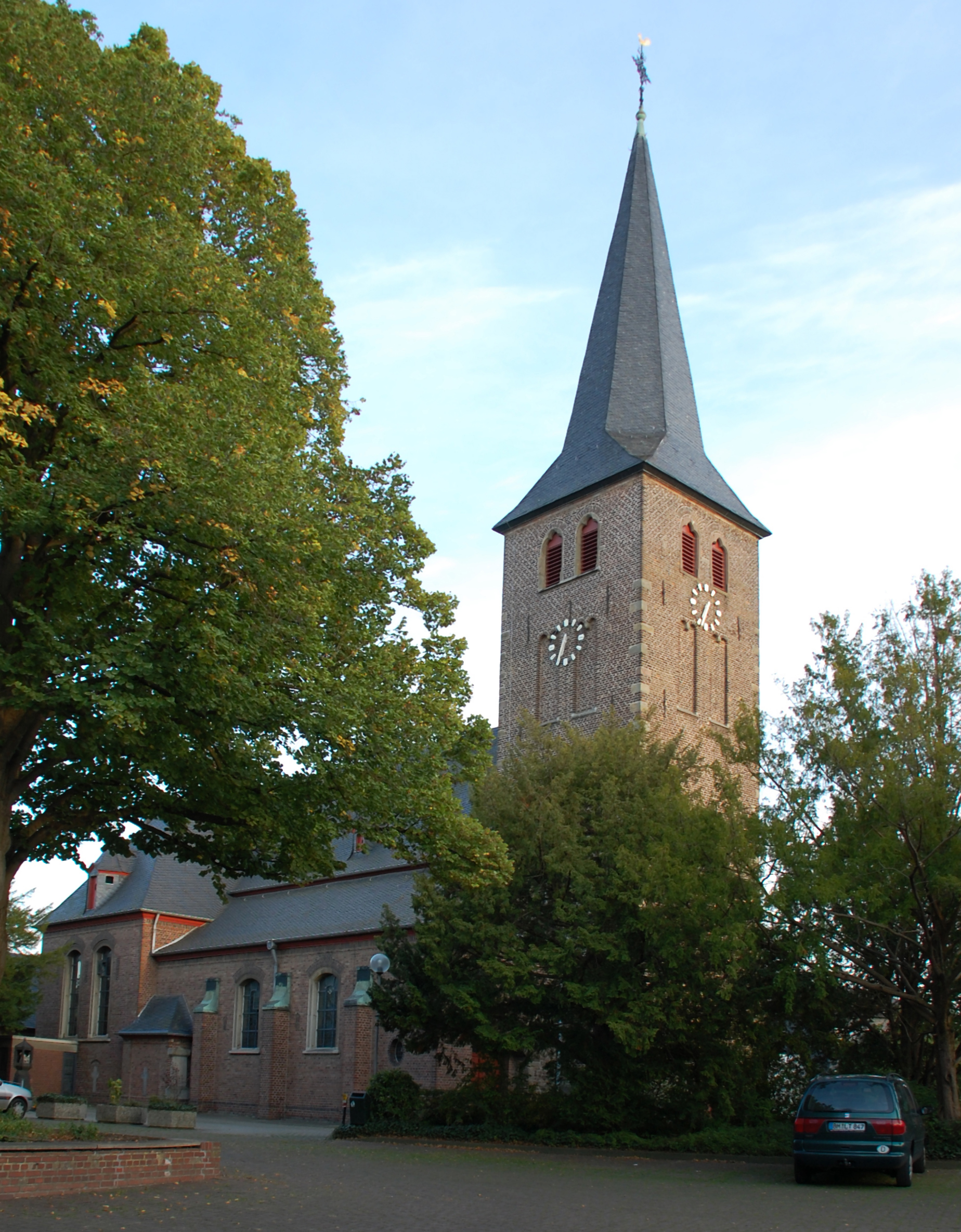
Pfarrkirche St. Kunibert, Blatzheim

Die Kirche St. Kunibert ist die römisch-katholische Pfarrkirche des Ortsteils Blatzheim der Kolpingstadt Kerpen im Rhein-Erft-Kreis (Nordrhein-Westfalen). Die Kirche ist unter Nr. 54 in die Denkmalliste eingetragen (siehe Liste der Baudenkmäler in Blatzheim).

## Geschichte
Die Kirche wurde bereits um 1300 im Liber valoris erwähnt. Sie wurde von 1923 bis 1925 im neo-barocken Baustil als Ersatz für den gotischen Vorgängerbau unter Beibehaltung des Turms aus dem Jahr 1605 erbaut und am 1. Juli 1925 von Kardinal Karl Joseph Schulte geweiht. Der Glockenturm der Kirche stammt aus dem Jahr 1605.

## Ausstattung
Von der Ausstattung der Kirche sind der neo-barocke Hochaltar von 1927/1928 zu erwähnen, die Fenster, welche 1923/24 nach Plänen von Heinrich Oidtmann aus Linnich geschaffen wurden und der Kreuzweg, den der Blatzheimer Künstler Ferdinand Müller 1846 schuf.
Die Orgel der Manufaktur Johannes Klais Orgelbau von 1928 (Opus 705) verfügt über 27 Register auf zwei Manualen und Pedal.

## Glocken
Im Turm hängen drei Kirchenglocken aus Bronze, die 1790 von Peter Legros, Malmedy gegossen wurden.
| Glocke | Name         | Durchmesser | Masse ≈ | Schlagton (HT-1⁄16) |
| ------ | ------------ | ----------- | ------- | ------------------- |
| 1      | Kunibert     | 1172 mm     | 1040 kg | e′-1                |
| 2      | Maria        | 1038 mm     | 0698 kg | fis′-2              |
| 3      | Bartholomäus | 0928 mm     | 0484 kg | gis′-2              |

Läutemotiv: Pater noster